# Pintor del Cerámico

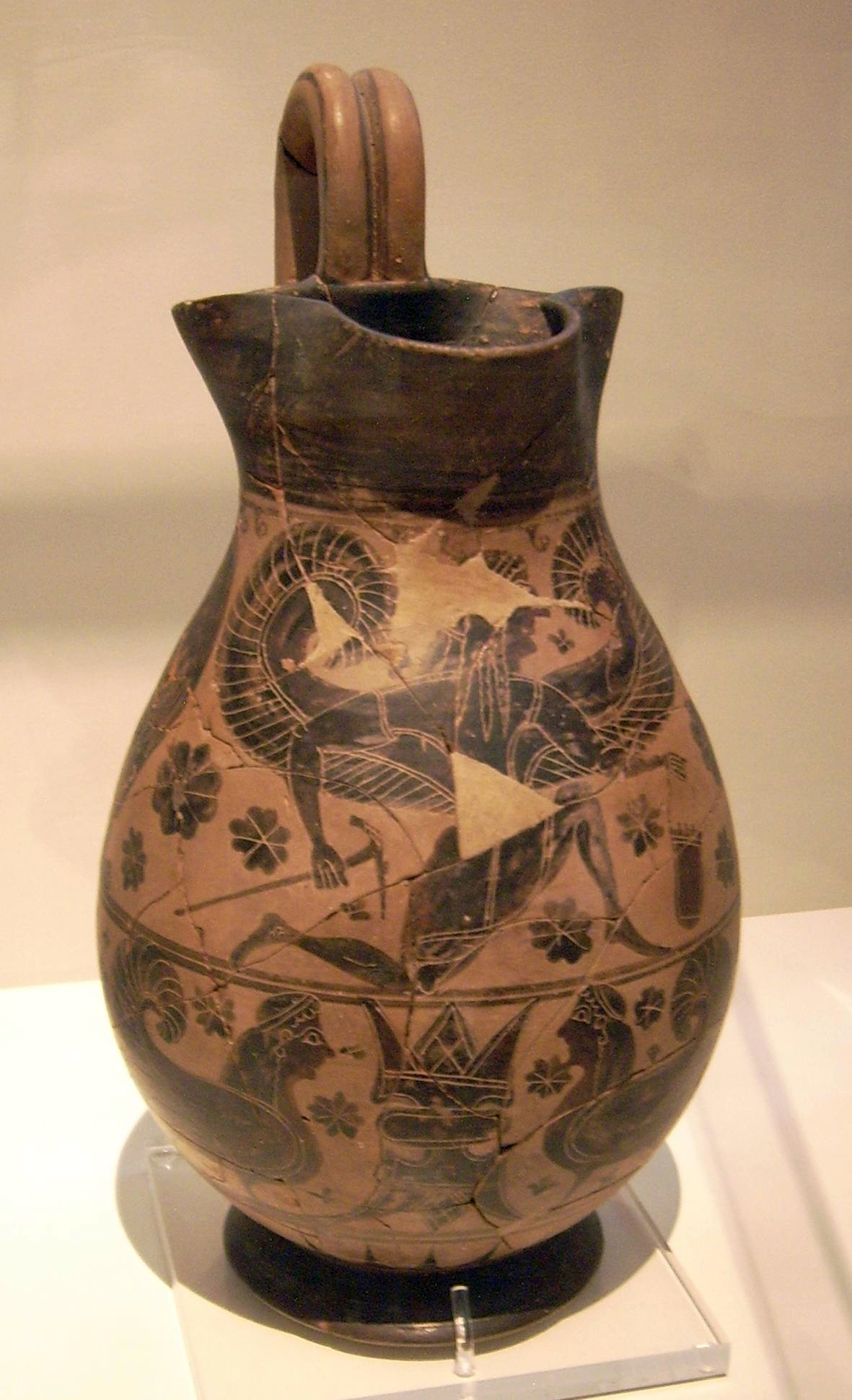
Parte superior: Enócoe con joven alado (Aristeo) entre leones. Parte inferior: sirenas entre flores de loto, c. 600 a. C.; Museo Arqueológico Nacional de Atenas.

Como Pintor del Cerámico se conoce a quien pintó en Ática varias vasijas griegas de cerámica de figuras negras en el siglo VI a. C. En comparación con otros ceramógrafos de su tiempo, usó un estilo más fluido. Su nombre proviene de una vasija hallada en el demo del Cerámico, en Atenas. Esta vasija es un enócoe, ejemplo de la pintura de la época, que se subdivide en varias zonas de frisos animales. En la parte superior, una figura mitológica está flanqueada por dos leones.